# Palaeorhiza malachisis
Palaeorhiza malachisis är en biart som först beskrevs av Smith 1859.  Palaeorhiza malachisis ingår i släktet Palaeorhiza och familjen korttungebin. Inga underarter finns listade i Catalogue of Life.